# LG G2 Mini
LG G2 Mini — Android-смартфон, разработанный LG Electronics. Он был представлен на Всемирном мобильном конгрессе 23 февраля 2014 года. LG G2 Mini разработан как уменьшенная версия своей полноразмерной версии - LG G2, имеет аналогичный дизайн, но с меньшим дисплеем и другими аппаратными характеристиками более низкого уровня. В нем отсутствуют светодиодный индикатор состояния и датчик внешней освещенности.